# スペクトル関数
周波数スペクトルを周波数（角振動数）{\displaystyle \omega }の関数とみなしたとき、これをスペクトル関数とよぶ。また、時間的変動を周波数でなく、特性時間{\displaystyle \tau }などの周波数以外の変数について分解した場合も、一般にスペクトル関数とよぶ。
スペクトル関数がわかれば、時間的に変化する元の変数を書き表すことが出来る。例えば、周波数スペクトル関数を{\displaystyle F(\omega )}とすると、元の変数{\displaystyle x(t)}は
{\displaystyle x(t)=C\int _{-\infty }^{\infty }F(\omega )e^{i\omega t}d\omega }
ただしCは{\displaystyle F(\omega )}の定義によって定まる定数で、{\displaystyle C=1/{\sqrt {2\pi }}}としたり、{\displaystyle C=1}としたりする。
緩和が本質的であるような現象では、緩和スペクトルを{\displaystyle H(\tau )}とすると
{\displaystyle x(t)=C\int _{-\infty }^{\infty }H(\tau )e^{-t/\tau }d\ln \tau }
である。スペクトル関数はかなり一般的な言葉で、スペクトルとほぼ同意語である。